# Discografia de Cream
Esta é a discografia da banda britânica Cream. Ao longo dos anos, lançaram quatro álbuns de estúdio, quatro álbuns ao vivo, oito compilações e dez singles.

## Álbums

### Álbuns de estúdio
| Ano                                              | Título Detalhes do álbum                        | Posição máxima nos rankings | Posição máxima nos rankings | Posição máxima nos rankings | Posição máxima nos rankings | Posição máxima nos rankings | Posição máxima nos rankings | Certificações  |
| Ano                                              | Título Detalhes do álbum                        | UK                          | EUA                         | CAN                         | NOR                         | US Hot                      | US R&B                      | Certificações  |
| ------------------------------------------------ | ----------------------------------------------- | --------------------------- | --------------------------- | --------------------------- | --------------------------- | --------------------------- | --------------------------- | -------------- |
| 1966                                             | Fresh Cream - Formato: mono/stereo LP           | 6                           | —                           | —                           | —                           | 39                          | —                           | - EUA: Ouro    |
| 1967                                             | Disraeli Gears - Formato: mono/stereo LP        | 5                           | 1                           | 10                          | 16                          | 4                           | —                           | - EUA: Platina |
| 1968                                             | Wheels of Fire - Formato: mono/stereo double LP | 3                           | 1                           | 1                           | 16                          | 1                           | 11                          | - EUA: Ouro    |
| 1969                                             | Goodbye - Formato: stereo LP                    | 1                           | —                           | 5                           | 7                           | 2                           | —                           | - EUA: Ouro    |
| "—" denota lançamentos que não entraram na lista |                                                 |                             |                             |                             |                             |                             |                             |                |

### Álbuns ao vivo
| Ano                                              | Título Detalhes do álbum                                        | Posição máxima nos rankings | Posição máxima nos rankings | Posição máxima nos rankings | Certifications |
| Ano                                              | Título Detalhes do álbum                                        | UK                          | CAN                         | EUA                         | Certifications |
| ------------------------------------------------ | --------------------------------------------------------------- | --------------------------- | --------------------------- | --------------------------- | -------------- |
| 1970                                             | Live Cream - Formato: stereo LP                                 | 4                           | 13                          | 15                          |                |
| 1972                                             | Live Cream Volume II - Formato: stereo LP                       | 15                          | 30                          | 27                          |                |
| 2003                                             | BBC Sessions - Formato: CD                                      | —                           | —                           | —                           |                |
| 2005                                             | Royal Albert Hall London May 2-3-5-6, 2005 - Formato: double CD | 61                          | —                           | 59                          |                |
| "—" denota lançamentos que não entraram na lista |                                                                 |                             |                             |                             |                |

### Álbuns de compilações
| Ano                                              | Título Detalhes do álbum                                                          | Posição máxima nos rankings | Posição máxima nos rankings | Posição máxima nos rankings | Certifications |
| Ano                                              | Título Detalhes do álbum                                                          | UK                          | CAN                         | EUA                         | Certifications |
| ------------------------------------------------ | --------------------------------------------------------------------------------- | --------------------------- | --------------------------- | --------------------------- | -------------- |
| 1969                                             | Best of Cream - Formato: stereo LP                                                | 6                           | 6                           | 3                           | Gold (EUA)     |
| 1972                                             | Heavy Cream - Formato: stereo double LP                                           | —                           | —                           | 135                         |                |
| 1983                                             | Strange Brew: The Very Best of Cream - Formato: stereo LP                         | —                           | —                           | 205                         | RIAA: Platinum |
| 1995                                             | The Very Best of Cream - Formato: CD                                              | —                           | —                           | —                           | RIAA: Gold     |
| 1997                                             | Those Were the Days - Formato: CD box set                                         | —                           | —                           | —                           |                |
| 2000                                             | 20th Century Masters: The Millennium Collection – The Best of Cream - Formato: CD | —                           | —                           | —                           |                |
| 2005                                             | Gold - Formato: double CD                                                         | —                           | —                           | —                           |                |
| 2005                                             | I Feel Free - Ultimate Cream - Formato: double CD                                 | 6                           | —                           | —                           | BPI: Ouro      |
| "—" denota lançamentos que não entraram na lista |                                                                                   |                             |                             |                             |                |

## Singles
| Ano                                              | Título                                         | Posição máxima nos rankings | Posição máxima nos rankings | Posição máxima nos rankings | Posição máxima nos rankings | Posição máxima nos rankings | Álbum                                |
| Ano                                              | Título                                         | UK                          | AUS                         | CAN                         | GER                         | EUA                         | Álbum                                |
| ------------------------------------------------ | ---------------------------------------------- | --------------------------- | --------------------------- | --------------------------- | --------------------------- | --------------------------- | ------------------------------------ |
| 1966                                             | "Wrapping Paper"                               | 34                          | —                           | —                           | —                           | —                           | UK single                            |
| 1966                                             | "I Feel Free"                                  | 11                          | —                           | —                           | 27                          | —                           | Fresh Cream                          |
| 1967                                             | "Strange Brew"                                 | 17                          | —                           | —                           | —                           | —                           | Disraeli Gears                       |
| 1967                                             | "Spoonful - Part 1"                            | —                           | —                           | —                           | —                           | —                           | Fresh Cream (UK) Best of Cream (EUA) |
| 1968                                             | "Sunshine of Your Love"                        | 25                          | —                           | 3                           | —                           | 5                           | Disraeli Gears                       |
| 1968                                             | "Anyone for Tennis" (Tema de The Savage Seven) | 40                          | —                           | 37                          | —                           | 64                          | Non-LP track                         |
| 1968                                             | "White Room"                                   | 28                          | 19                          | 2                           | 28                          | 6                           | Wheels of Fire                       |
| 1969                                             | "Crossroads"                                   | —                           | —                           | 13                          | —                           | 28                          | Wheels of Fire                       |
| 1969                                             | "Badge"                                        | 18                          | 18                          | 49                          | 29                          | 60                          | Goodbye                              |
| 1970                                             | "Lawdy Mama" (versão de estúdio de Live Cream) | —                           | —                           | —                           | —                           | —                           | Live Cream                           |
| "—" denota lançamentos que não entraram na lista |                                                |                             |                             |                             |                             |                             |                                      |

## Vídeos
- Farewell Concert - VHS e DVD, gravado no Royal Albert Hall, em novembro de 1968.
- Strange Brew - na maior parte uma reedição do Farewell Concert acrescido de outras tomadas.
- Fresh Live Cream - Documentário em VHS e DVD filmado logo depois da reunião do Hall Of Fame do Rock and Roll em 1993. Contém entrevistas com a banda e material não lançado anteriormente.
- Royal Albert Hall London May 2-3-5-6, 2005 - DVD gravado no Royal Albert Hall em maio de  2005.
- Cream: Disraeli Gears (2006) - DVD, uma reflexão sobre o que foi fazer Disraeli Gears, e o impacto que ele teve nos anos 1960.
- Cream: Classic Artists - DVD + CD, gravado antes e depois das reuniões e apresentações no Madison Square Garden; apresenta entrevistas com mebros da banda, juntamente com CD de áudio contendo cinco faixas anteriormente não lançadas da rádio sueca.